# Patriarcato di Venezia

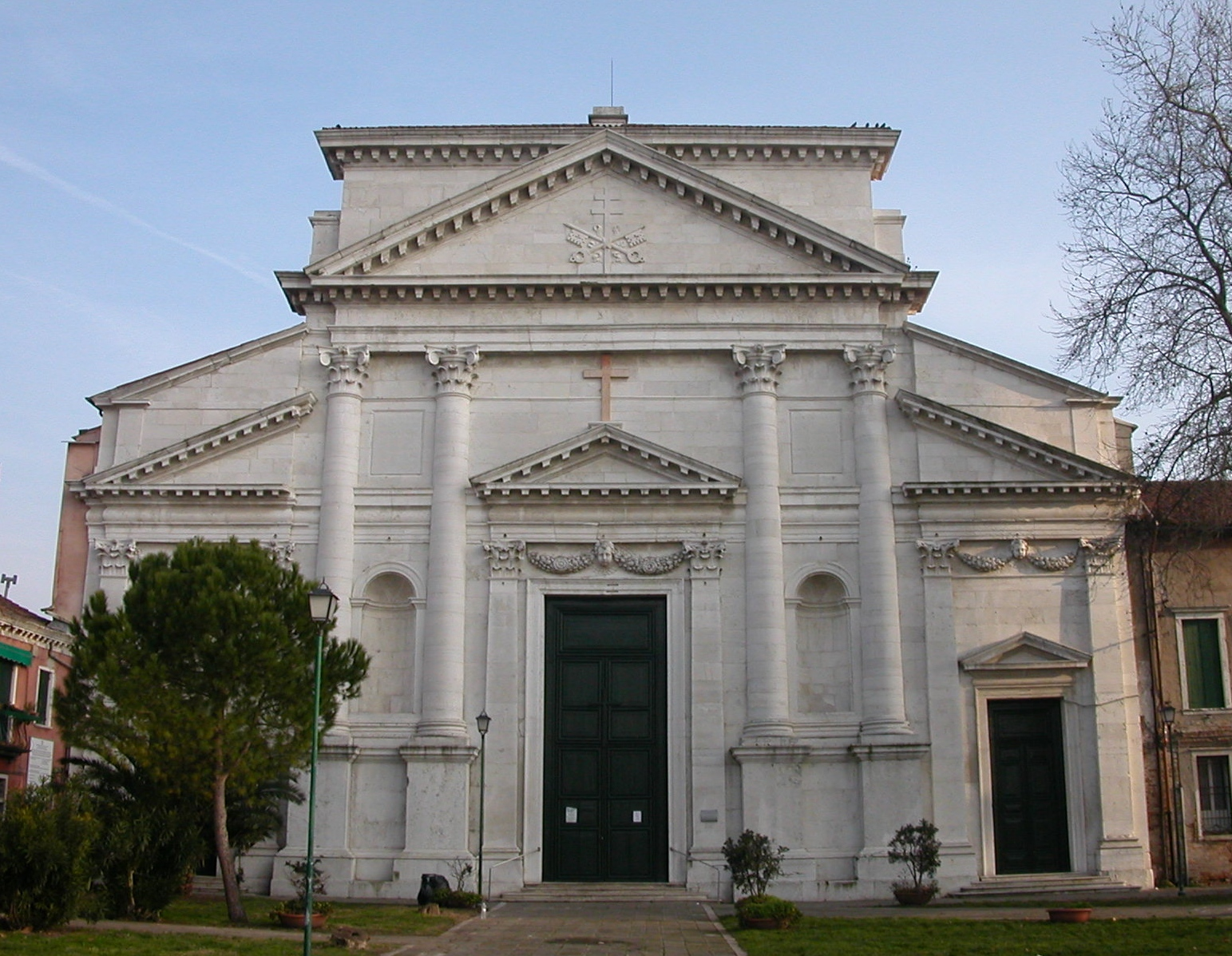
La basilica di San Pietro di Castello, prima cattedrale della diocesi patriarcale.

Il patriarcato di Venezia (in latino Patriarchatus Venetiarum) è una sede metropolitana della Chiesa cattolica in Italia appartenente alla regione ecclesiastica Triveneto. Nel 2022 contava 304 740 battezzati su 358 312 abitanti. È retto dal patriarca Francesco Moraglia.

## Territorio
Il territorio si estende per 840 km² nella città metropolitana di Venezia centrale, comprendendo interamente i comuni di Mira, Quarto d'Altino, Cavallino-Treporti, Jesolo, Eraclea e gran parte di quelli di Caorle e Venezia (ad esempio, è esclusa l'isola di Pellestrina, che fa parte della diocesi di Chioggia). A questi si aggiunge una piccolissima porzione del comune di Mirano (alcune vie a sud est del capoluogo miranese appartenenti alla parrocchia di Marano Veneziano, nel vicariato di Gambarare), poi una parte del comune di San Donà di Piave (frazione Cittanova, con propria parrocchia), mentre ne sono escluse l'isola di Pellestrina di Venezia (quattro parrocchie in diocesi di Chioggia), la località Ca' Nani di Jesolo (dipendente dalla parrocchia di Santa Maria di Piave, in diocesi di Treviso) e le frazioni San Giorgio di Livenza, Brussa e Castello di Brussa, in comune di Caorle (con proprie parrocchie di cui la prima in diocesi di Vittorio Veneto e le altre due in diocesi di Concordia-Pordenone).
Sede patriarcale è la città di Venezia, dove si trovano la basilica cattedrale di San Marco e la basilica di San Pietro di Castello, già cattedrale della diocesi di Castello e poi cattedrale del patriarcato fino al 1807. Nel territorio patriarcale sorgono altre ex cattedrali: la chiesa di Santa Maria Assunta a Malamocco, sede della diocesi omonima, che nel XII secolo fu trasferita a Chioggia; la basilica di Santa Maria Assunta di Torcello, già cattedrale della diocesi omonima; e la chiesa di Santo Stefano Protomartire a Caorle. Nel comune di Jesolo sopravvivono i resti dell'antica cattedrale della diocesi di Equilio.

### Basiliche minori
Nel territorio patriarcale sorgono otto basiliche minori:
- la basilica cattedrale di San Marco
- la basilica di San Pietro di Castello a Venezia
- la basilica di Santa Maria Assunta di Torcello;
- la basilica di Santa Maria Assunta e San Donato a Murano;
- la basilica di San Giorgio Maggiore sull'isola omonima;
- la basilica di Santa Maria della Salute a Venezia;
- la basilica di Santa Maria Gloriosa dei Frari a Venezia;
- la basilica dei Santi Giovanni e Paolo a Venezia.

### Parrocchie

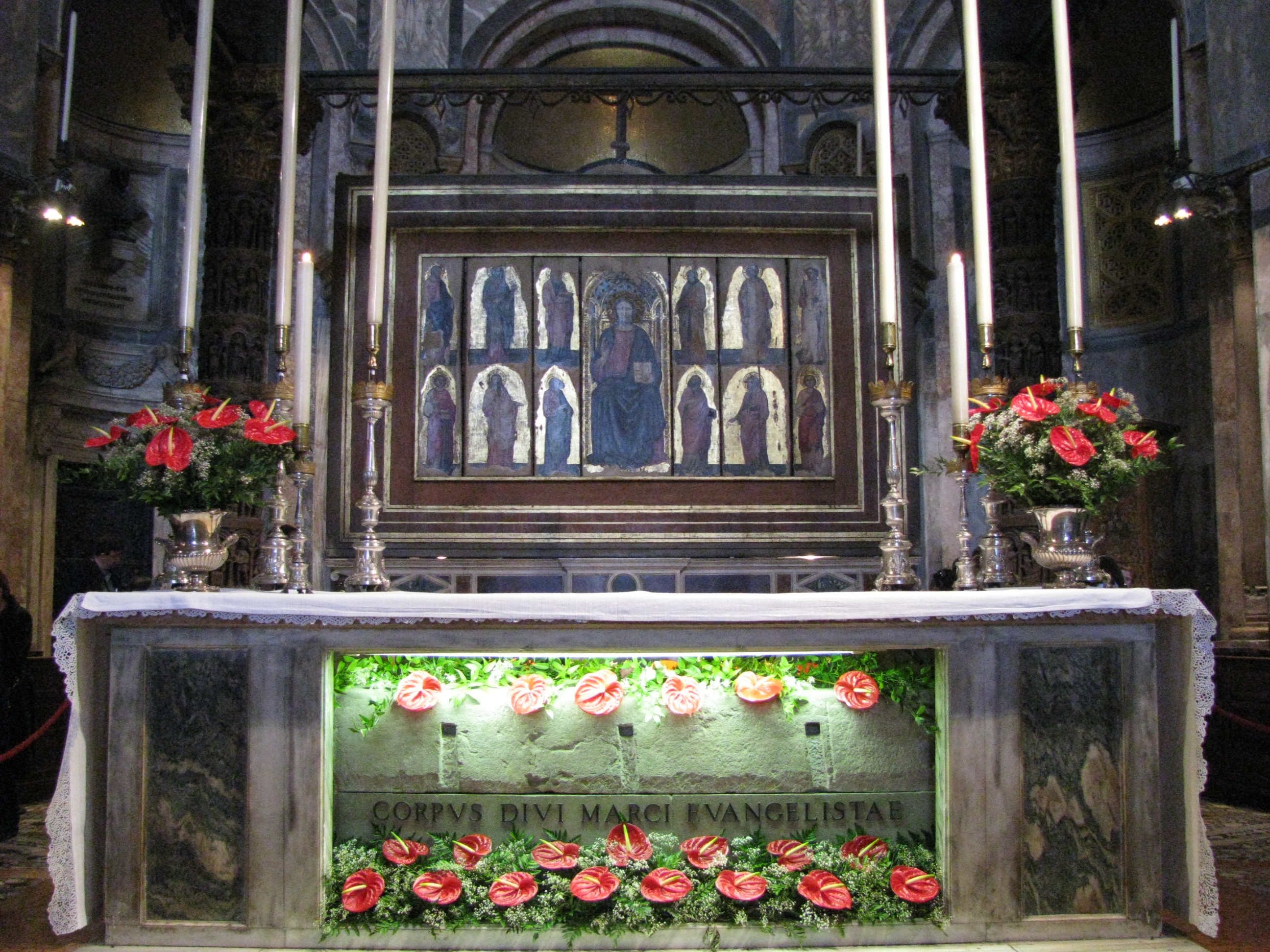
L'altar maggiore della basilica di San Marco: all'interno sarcofago lapideo contenente il corpo di san Marco evangelista.

Il patriarcato comprende 125 parrocchie nella città metropolitana di Venezia suddivise in 9 vicariati:
1. Vicariato di San Marco-Castello-Cannaregio-Estuario-Lido
2. Vicariato di San Polo-Santa Croce-Dorsoduro
3. Vicariato di Mestre-Carpenedo-Castellana
4. Vicariato di Favaro-Altino
5. Vicariato di Marghera
6. Vicariato di Gambarare
7. Vicariato di Eraclea
8. Vicariato di Jesolo
9. Vicariato di Caorle

Dal 1818 al 1968 esistette anche una forania di Torcello, comprendente i territori della soppressa diocesi di Torcello, ovvero le parrocchie di Torcello, San Magno di Tre Palade, San Michele del Quarto, San Giovanni Battista di Jesolo, Santa Maria di Jesolo, Santa Maria Elisabetta del Cavallino, Santissima Trinità di Treporti, San Martino di Burano, Santa Caterina di Mazzorbo, Santa Maria e Donato di Murano e San Pietro di Murano. Fu sostituita dal vicariato dell'Estuario, con sede a Burano, poi a sua volta integrato nel vicariato di Cannaregio-Estuario.

### Provincia ecclesiastica

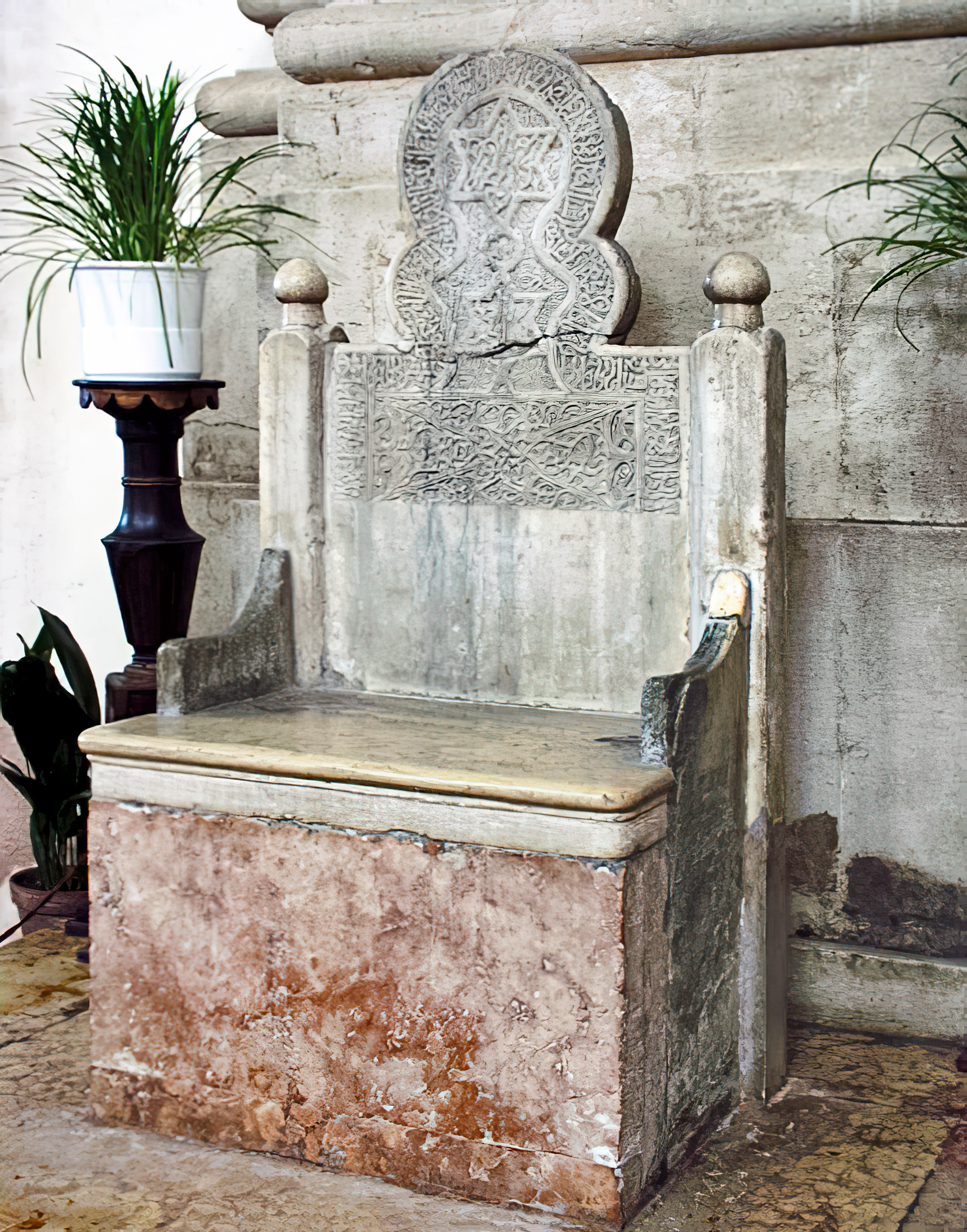
La Sedia di San Pietro, il più antico trono episcopale della diocesi di Venezia, conservata nella basilica di San Pietro di Castello. Si tratta probabilmente di un'antica pietra tombale islamica trasportata da Antiochia dai mercanti veneziani.

La provincia ecclesiastica di Venezia fu istituita l'8 ottobre 1451, il giorno stesso dell'erezione del patriarcato veneziano, che ereditò le diocesi suffraganee che erano state del patriarcato di Grado, e cioè le quattro diocesi di Caorle, Chioggia, Equilio e Torcello, che ben presto si ridussero a tre quando nel 1466 la sede di Equilio fu soppressa e il suo territorio incorporato in quello del patriarcato.
La provincia ecclesiastica subì un drastico cambiamento all'inizio dell'Ottocento. Infatti il 1º maggio 1818 le diocesi di Caorle e Torcello furono soppresse, ma la provincia ecclesiastica assorbì tutte le suffraganee della provincia ecclesiastica di Udine, che fu contestualmente soppressa. Per cui unitamente alla sede di Chioggia, la provincia ecclesiastica comprendeva altre 14 diocesi: Udine, Padova, Vicenza, Verona, Treviso, Ceneda, Concordia, Belluno, Feltre, Adria, Cittanova, Capodistria, Parenzo e Pola.
Successivamente, il numero delle circoscrizioni ecclesiastiche si ridusse a causa di queste mutazioni: il 30 giugno 1828 fu soppressa la diocesi di Cittanova; le diocesi di Parenzo e di Pola furono unite aeque principaliter, mentre la diocesi di Capodistria divenne immediatamente soggetta alla Santa Sede; il 27 luglio 1830 anche Parenzo e Pola lasciarono la provincia ecclesiastica di Venezia, venendo annesse a quella di Gorizia; infine il 14 marzo 1847 la sede di Udine fu elevata al rango di sede metropolitana senza suffraganee.
In seguito all'ultima variazione, che ha portato nel 1986 alla piena unione di Belluno e Feltre in un'unica diocesi, la provincia ecclesiastica di Venezia comprende, oltre alla sede metropolitana patriarcale, 9 diocesi suffraganee:
- Diocesi di Adria-Rovigo
- Diocesi di Belluno-Feltre
- Diocesi di Chioggia
- Diocesi di Concordia-Pordenone
- Diocesi di Padova
- Diocesi di Treviso
- Diocesi di Verona
- Diocesi di Vicenza
- Diocesi di Vittorio Veneto

## Storia

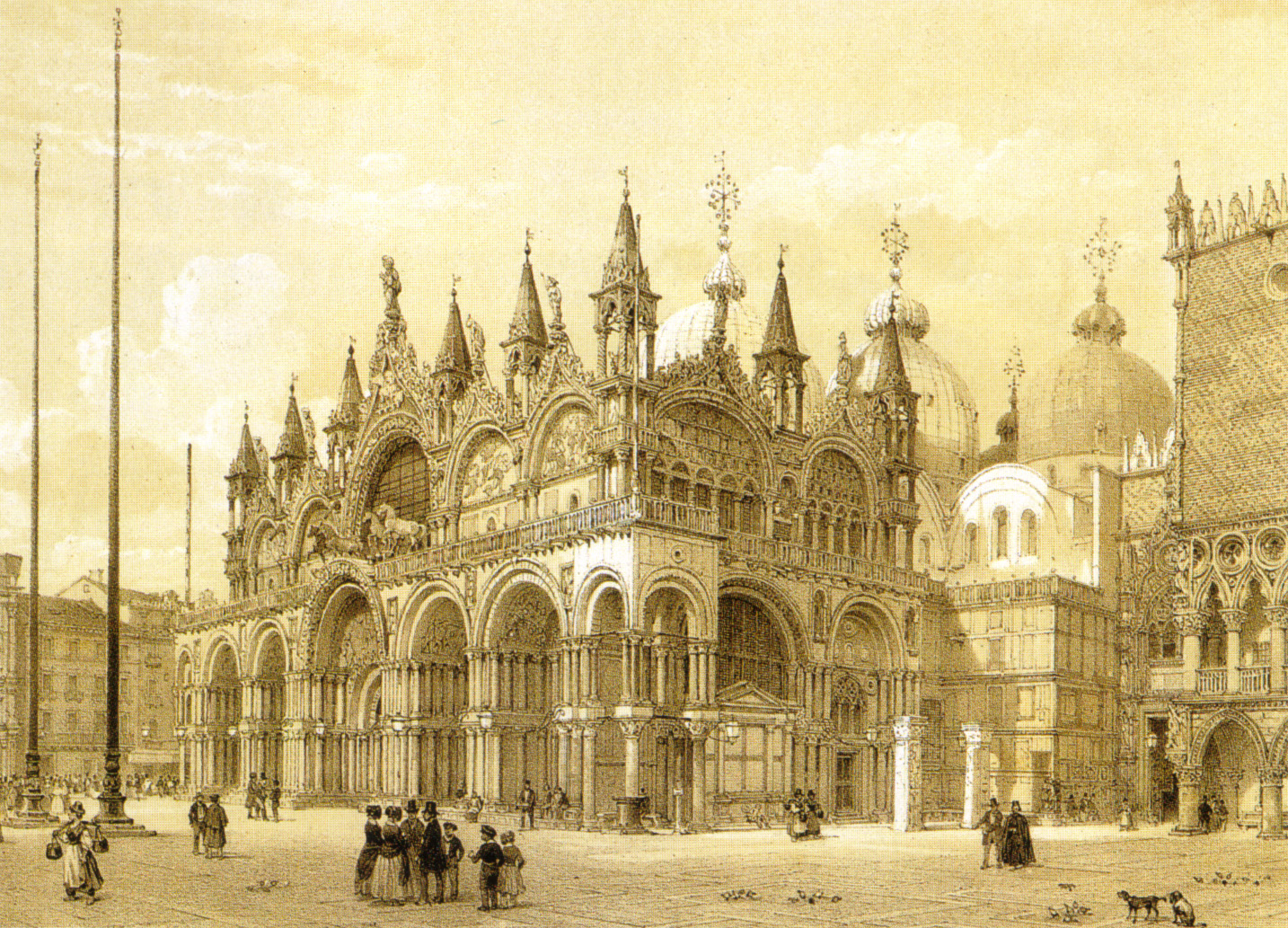
La Basilica di San Marco e la piazza, in una stampa del XIX secolo

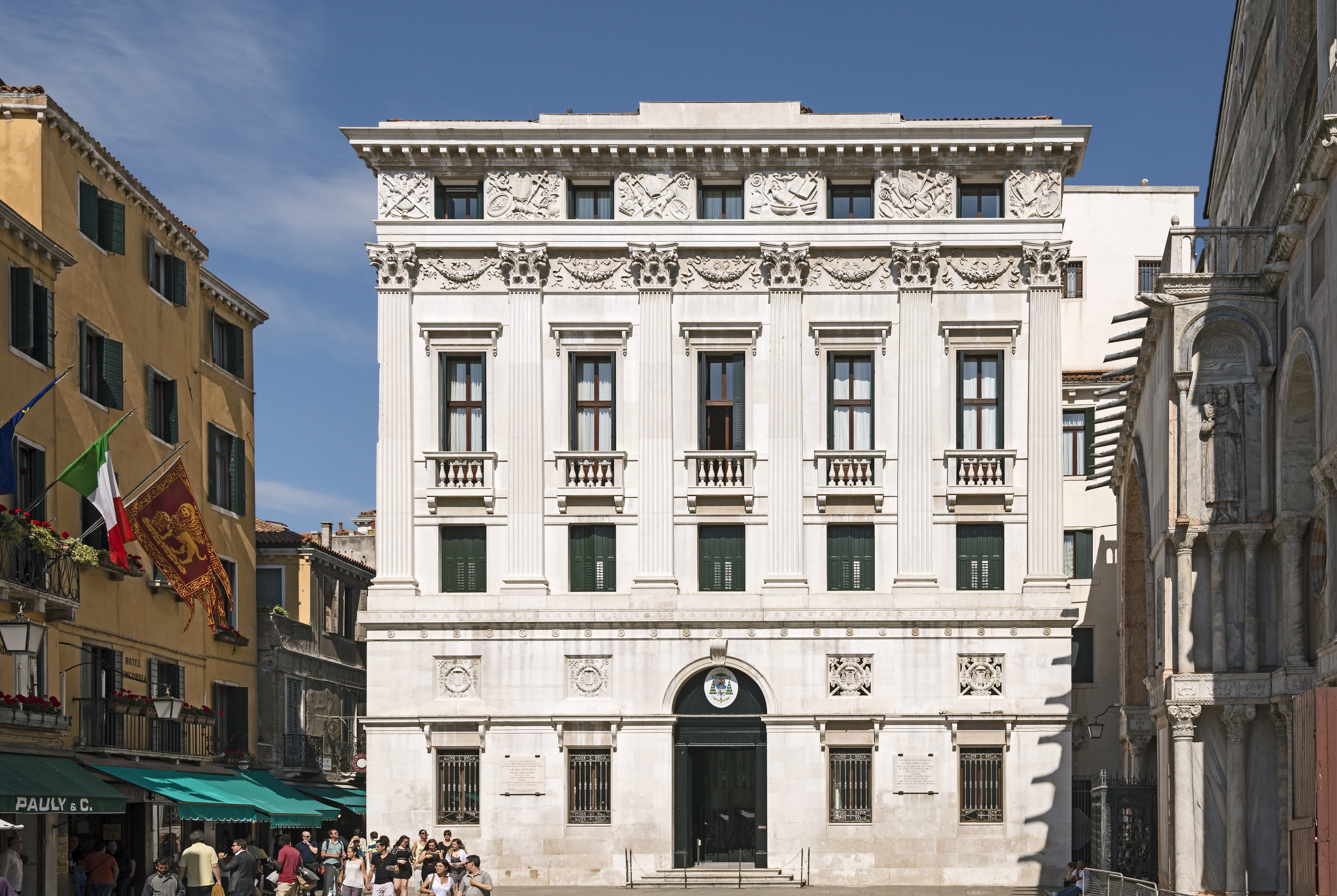
Il Palazzo Patriarcale nel 2013.

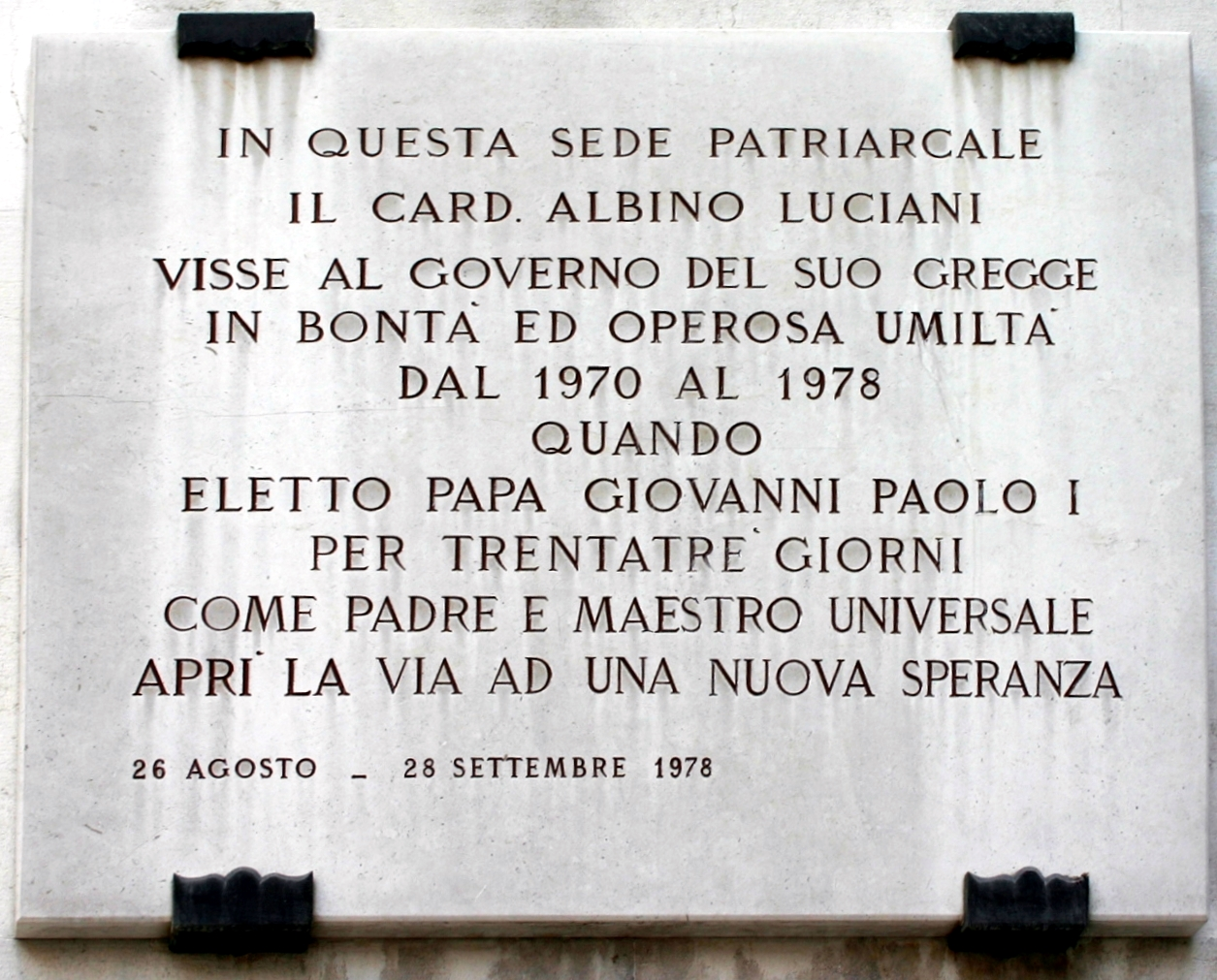
Lapide commemorativa affissa sul Palazzo Patriarcale di Venezia

Il titolo risale all'8 ottobre 1451 ed è erede dell'antico patriarcato di Grado. Quest'ultimo fu istituito nel 606 in seguito allo scisma che divise il patriarcato di Aquileia: il territorio risultò allora diviso nelle due sedi di Grado, filoromana, e di Cormons, scismatica. Dopo la ricomposizione dello scisma (699) il patriarcato di Grado rimase comunque indipendente e gli vennero riconosciute come suffraganee le numerose diocesi della Venetia maritima (cioè la costa compresa tra la Laguna Veneta e l'Istria, allora domini bizantini).
Frattanto, nel 774, lo sviluppo urbanistico di Venezia aveva portato alla fondazione della diocesi di Olivolo (che prese il nome di Castello nell'XI secolo) e, per lo stesso motivo, anche il patriarca di Grado finì per trasferirsi nella città lagunare, nel 1105, stabilendosi presso la chiesa di San Silvestro.
Quando, nel corso del Medioevo, i numerosi centri insulari della Laguna finirono per agglomerarsi gradualmente dando una fisionomia più unitaria a Venezia, risultò che in città erano contemporaneamente presenti quattro cariche ecclesiastiche di rango episcopale, ciascuna con propria giurisdizione:
- il patriarca di Grado, con sede nella chiesa di San Silvestro (che ovviamente, con le proprie dipendenze, era compresa nella diocesi gradense);
- il vescovo di Castello, con cattedra a San Pietro di Castello;
- il primicerio della Basilica di San Marco, primo canonico della cappella palatina del doge, ovvero della chiesa di stato della Repubblica di Venezia;
- il patriarca latino di Costantinopoli, titolo creato dopo la conquista crociata di Costantinopoli (1204) e riservato ai Veneziani, che lo trasferirono in città attorno al 1268, dopo la riconquista bizantina del 1261.

A queste si aggiungevano diverse altre diocesi con sede in laguna: Torcello, Chioggia, Caorle, Equilio ed Eraclea.
Nel corso del XV secolo avvennero una serie di sconvolgimenti che riformarono profondamente l'organizzazione territoriale della Chiesa in zona.
Nel 1440 il veneziano papa Eugenio IV univa al patriarcato di Grado la soppressa diocesi di Eraclea.
L'8 ottobre 1451, con la bolla Regis aeterni di papa Niccolò V, vennero soppressi il patriarcato di Grado e la diocesi di Castello. Con i territori e le giurisdizioni di entrambe fu eretto il patriarcato di Venezia e vi fu nominato l'ultimo vescovo castellano, Lorenzo Giustiniani. La sede patriarcale rimase nella basilica di San Pietro di Castello, precedente cattedrale della diocesi castellana.
Nonostante il titolo altisonante, il territorio del patriarcato di Venezia era in origine molto modesto e per secoli si limitò alla sola città e ad alcune exclavi in terraferma: Gambarare, erede dell'abbazia di Sant'Ilario, e i resti del patriarcato di Grado, ovvero la stessa Grado, Latisana e il cosiddetto Campardo (sei parrocchie localizzate a est di Conegliano).
Nel 1465 la diocesi di Cittanova, che dal 1448 era stata data in commendam ai patriarchi, tornò ad avere un proprio vescovo. Nel 1466 al patriarcato fu aggregata la soppressa diocesi di Equilio.
Il 10 gennaio 1604 il Senato veneziano proibì la fondazione di ospedali gestiti da ecclesiastici, di monasteri, chiese e altri luoghi di culto senza autorizzazione preventiva della Signoria; il 26 marzo 1605 un'altra legge proibiva l'alienazione di beni immobili dai laici agli ecclesiastici, già proprietari, pur essendo solo un centesimo della popolazione, di quasi la metà dei beni fondiari della Repubblica; e limitava le competenze del foro ecclesiastico, prevedendo il deferimento ai tribunali civili degli ecclesiastici responsabili di reati di particolare gravità. Il 17 aprile 1606 papa Paolo V con la bolla Superioribus mensibus scomunicava il Senato e scagliava l'interdetto sulla Serenissima, provvedimenti che ritirò solo il 21 aprile 1607. Questi avvenimenti ritardarono la conferma romana del patriarca Francesco Vendramin, che avvenne nel 1608, tre anni dopo la nomina da parte del Senato della Serenissima; inoltre poté prendere possesso della sua sede solo nel gennaio 1609.
Nel 1751 fu soppresso il patriarcato di Aquileia e quello di Venezia rimase l'unico titolo patriarcale nella regione.
Nel 1807, dopo che con la caduta della Repubblica si era resa inutile la carica di primicerio della Basilica di San Marco, la cattedra venne definitivamente posta nella basilica di San Marco. Questa decisione ottenne la sanzione canonica con la bolla pontificia Ecclesias quae del 24 settembre 1821.
Il 1º maggio 1818 avvenne il primo importante ampliamento dei confini con la bolla De salute Dominici gregis di papa Pio VII. Al patriarcato vennero unite le soppresse diocesi di Caorle (costituita da appena due parrocchie) e di Torcello (undici parrocchie). Di contro, Grado passava a Gorizia e Gradisca, e Latisana a Udine, mentre le sei parrocchie del Campardo coneglianese andavano a Ceneda. Quanto alla metropolia, essa veniva estesa a tutto il Veneto e il Friuli (eccettuate Gorizia e Gradisca, e Trieste).
Dall'8 al 12 agosto 1897 Venezia ospitò il quinto Congresso eucaristico nazionale italiano.
Altre variazioni importanti sono avvenute nel Novecento: nel 1919 fu acquisito il territorio dell'isola del Lido (parrocchia di Malamocco), già parte della diocesi di Chioggia. Nel 1927 la diocesi di Treviso in forza della bolla Ob nova di papa Pio XI ha ceduto la gran parte della forania di Martellago, con le parrocchie di Chirignago, Mestre, Dese, Favaro, Trivignano, Zelarino, Campalto e Carpenedo, oltre che le parrocchie di Oriago, Borbiago e Mira.
Nel 1964, infine, è stato abolito il titolo di patriarca latino di Costantinopoli.
L'ultima variazione dei confini si è avuta il 29 giugno 2018 quando, in forza del decreto Quo aptius della Congregazione per i vescovi, ha ceduto alla diocesi di Concordia-Pordenone le due parrocchie delle frazioni di Brussa e Castello di Brussa, in comune di Caorle.
Il patriarcato di Venezia è tradizionalmente sede cardinalizia: dal 1827 al 2011 tutti i patriarchi erano anche cardinali. Al patriarca di Venezia spetta inoltre storicamente il titolo di primate della Dalmazia. L'utilizzo del titolo di Patriarca di Venezia e Primate della Dalmazia è ancora attestato alla fine del XVIII secolo (in latino patriarchæ Venetiarum Dalmatiæque primatis).
Nel XX secolo, ben tre patriarchi sono in seguito divenuti papi: san Pio X, san Giovanni XXIII e il beato Giovanni Paolo I.

## Rito
Il rito liturgico seguito nel patriarcato di Venezia è quello romano. Tuttavia, sino al 1596, con l'uniformazione decretata dal Concilio di Trento, la metropolia di Venezia seguiva un particolare rito, detto patriarchino, di tradizione aquileiese ed ereditato dal patriarcato di Grado. Questo particolare rito rimase parzialmente in uso nella basilica di San Marco sino al 1807 e alla sua incorporazione nel patriarcato ed elevazione a chiesa cattedrale. Particolari caratteristiche del rito patriarchino erano una differente distribuzione delle feste liturgiche e il particolare tipo di canto liturgico, detto appunto canto patriarchino o aquileiese.

## Insegne
Ai patriarchi veneziani che non siano cardinali è concesso l'uso straordinario della romana porpora già da tempi antichi, facendo particolare attenzione alla berretta porpora che monta il fiocco come le altre dignità episcopali, in modo da non essere confusa con quella imposta dal pontefice durante il concistoro per la creazione di nuovi cardinali.
Un'ulteriore differenza sta nel tipo di colore: il rosso vestito dai cardinali è "marezzato" cioè presenta delle striature nel rosso, mentre il rosso vestito da un patriarca non cardinale è uniforme, cioè senza le striature (o marezzature).
Lo stemma dei patriarchi cattolici, così come quello del patriarca di Venezia, prevede un galero verde con quindici fiocchi per parte e si distingue da quello dei cardinali per i colori verde e oro, anziché rosso.

## Cronotassi dei patriarchi

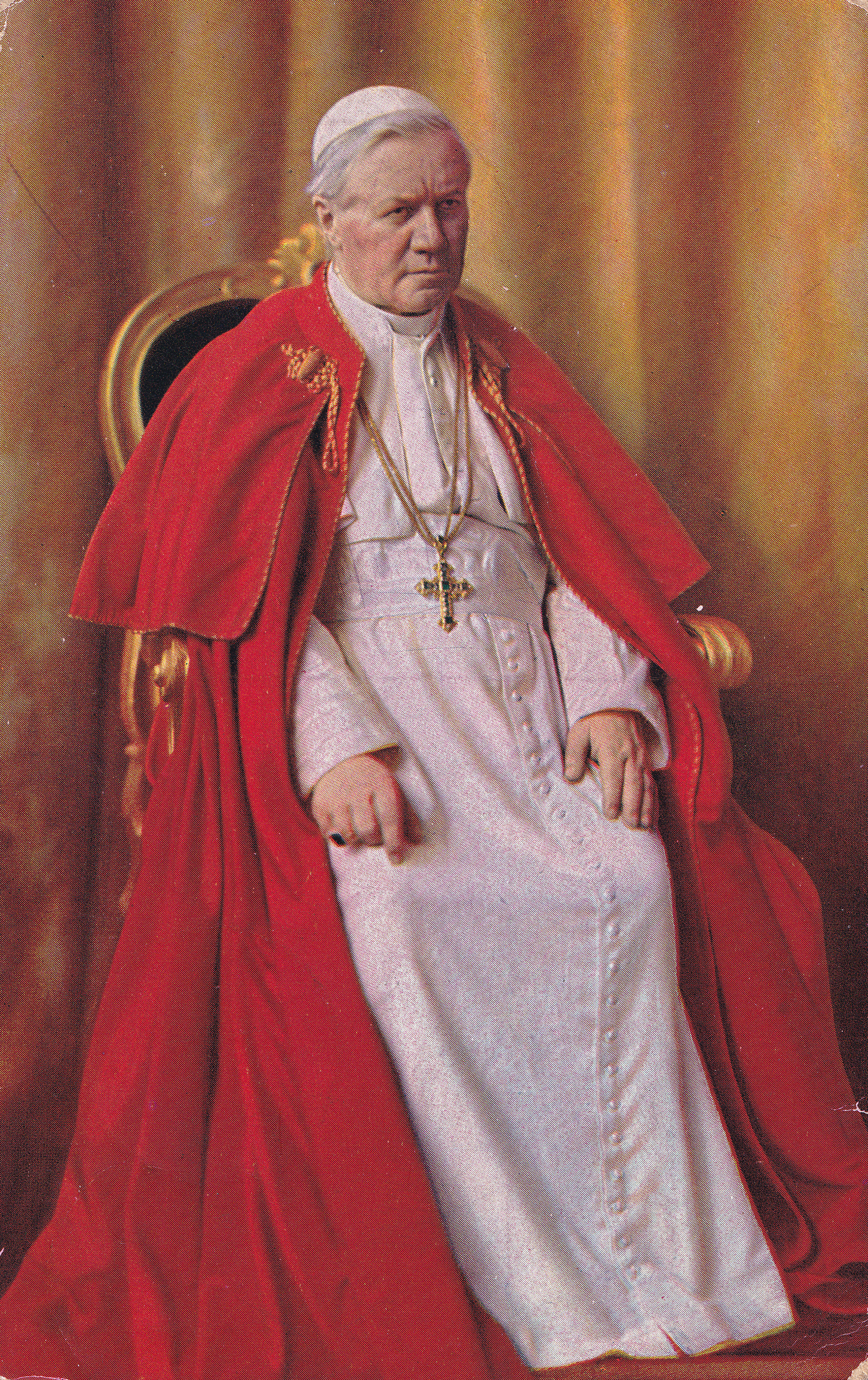
Pio X, patriarca di Venezia dal 1893 al 1903

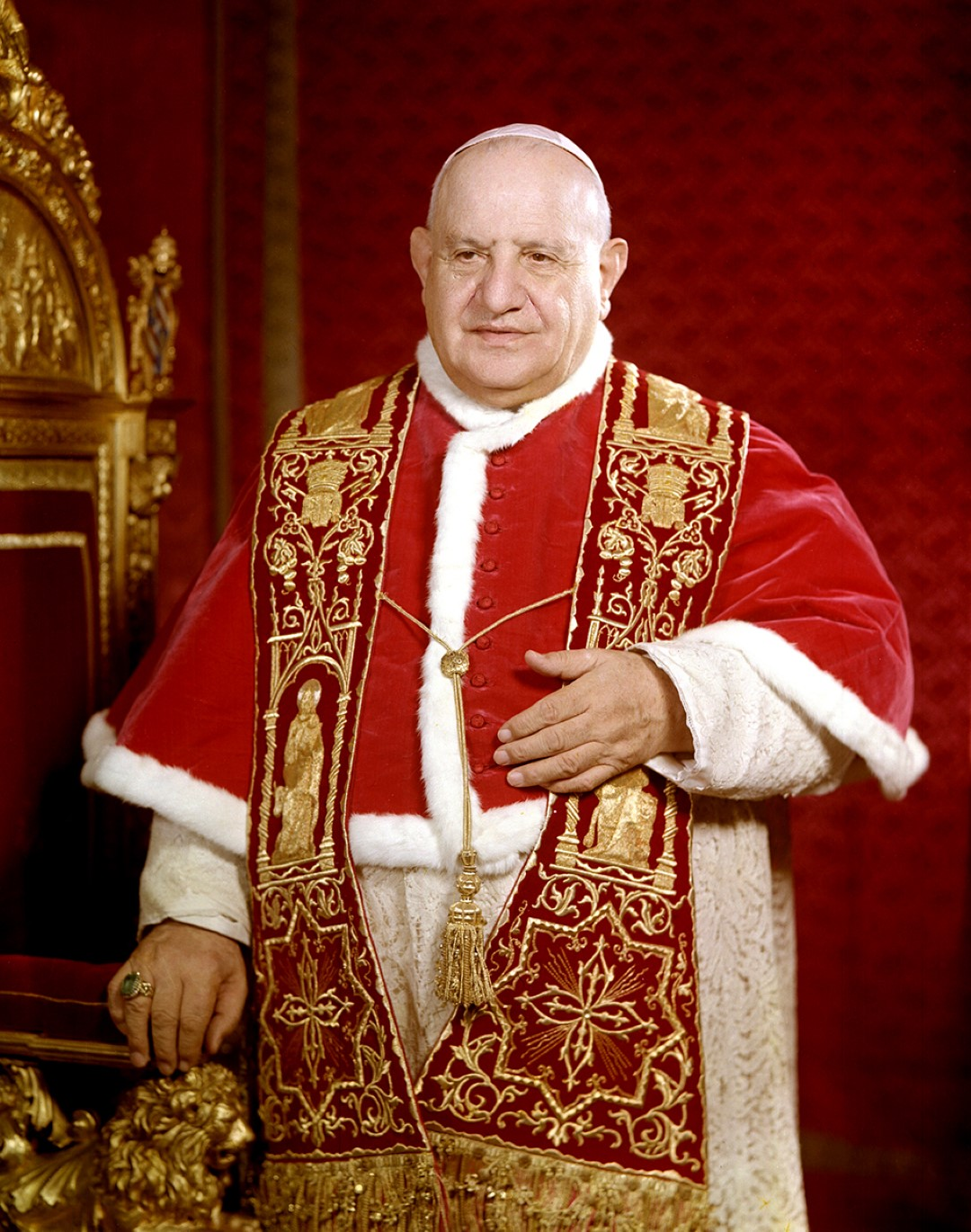
Giovanni XXIII, patriarca di Venezia dal 1953 al 1958

Giovanni Paolo I, patriarca di Venezia dal 1969 al 1978

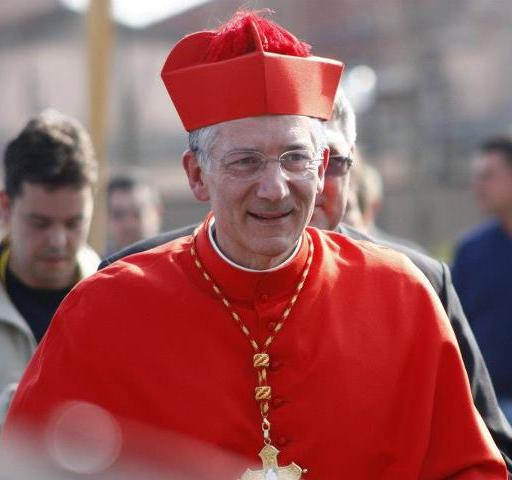
Monsignor Francesco Moraglia, patriarca di Venezia dal 2012

Si omettono i periodi di sede vacante non superiori ai 2 anni o non storicamente accertati.
- San Lorenzo Giustiniani † (8 ottobre 1451 - 8 gennaio 1456 deceduto) (già vescovo di Castello)
- Maffeo Contarini, C.R.S.G.A. † (23 gennaio 1456 - 26 marzo 1460 deceduto)
- Andrea Bondimerio, O.S.A. † (23 aprile 1460 - 4 agosto 1464 deceduto)
- Gregorio Correr † (17 settembre 1464 - 19 novembre 1464 deceduto)
- Giovanni Barozzi † (7 gennaio 1465 - 2 aprile 1466 deceduto)
- Maffeo Gherardi, O.S.B.Cam. † (16 dicembre 1468 - 14 settembre 1492 deceduto)
- Tommaso Donato, O.P. † (1º ottobre 1492 - 11 novembre 1504 deceduto)
- Antonio Surian, O.Cart. † (27 novembre 1504 - 19 maggio 1508 deceduto)
- Lodovico Contarini, C.R.S.G.A. † (7 giugno 1508 - 16 novembre 1508 deceduto)
- Antonio Contarini † (29 novembre 1508 - 7 ottobre 1524 deceduto)
- Gerolamo Querini, O.P. † (21 ottobre 1524 - 19 agosto 1554 deceduto)
- Pietro Francesco Contarini † (27 agosto 1554 - 25 dicembre 1555 deceduto)
- Vincenzo Diedo † (24 gennaio 1556 - 8 dicembre 1559 deceduto)
- Giovanni Trevisan, O.S.B. † (14 febbraio 1560 - 5 agosto 1590 deceduto)
- Lorenzo Priuli † (7 gennaio 1591 - 21 gennaio 1600 deceduto)[21]
- Matteo Zane † (27 agosto 1601 - 25 luglio 1605 deceduto)
  - Sede vacante (1605-1608)
- Francesco Vendramin † (12 maggio 1608 - 7 ottobre 1619 deceduto)
- Giovanni Tiepolo † (20 novembre 1619 - 7 maggio 1631 deceduto)
- Federico Corner † (11 giugno 1631 - 28 aprile 1644 dimesso)
- Gianfrancesco Morosini † (13 giugno 1644 - 6 agosto 1678 deceduto)[22]
- Alvise Sagredo † (3 ottobre 1678 - 12 settembre 1688 deceduto)
- Gianalberto Badoaro † (27 settembre 1688 - 7 giugno 1706 nominato vescovo di Brescia con titolo personale di patriarca)
- Pietro Barbarigo † (25 giugno 1706 - 1º maggio 1725 deceduto)
- Marco Gradenigo † (11 giugno 1725 - 14 novembre 1734 deceduto)
- Francesco Antonio Correr, O.F.M.Cap. † (1º dicembre 1734 - 17 maggio 1741 deceduto)
- Alvise Foscari † (3 luglio 1741 - 28 ottobre 1758 deceduto)
- Giovanni Bragadin † (27 novembre 1758 - 23 dicembre 1775 deceduto)
- Federico Maria Giovanelli † (20 maggio 1776 - 10 gennaio 1800 deceduto)
- Ludovico Flangini † (23 dicembre 1801 - 29 febbraio 1804 deceduto)
  - Sede vacante (1804-1807)
- Nicola Saverio Gamboni † (24 agosto 1807 - 21 ottobre 1808 deceduto)
  - Sede vacante (1808-1816)
  - Stefano Bonsignori † (9 febbraio 1811 - 5 maggio 1814 dimesso) (antipatriarca)[23]
- Francesco Milesi † (23 settembre 1816 - 18 settembre 1819 deceduto)
- Giovanni Ladislao Pyrker, O.Cist. † (2 ottobre 1820 - 9 aprile 1827 nominato arcivescovo di Eger)
- Giacomo Monico † (9 aprile 1827 - 25 aprile 1851 deceduto)
- Giovanni Pietro Aurelio Mutti, O.S.B. † (15 marzo 1852 - 9 aprile 1857 deceduto)
- Angelo Ramazzotti, O.SS.C.A. † (15 marzo 1858 - 24 settembre 1861 deceduto)
- Giuseppe Luigi Trevisanato † (7 aprile 1862 - 28 aprile 1877 deceduto)
- Domenico Agostini † (22 giugno 1877 - 31 dicembre 1891 deceduto)
- San Giuseppe Melchiorre Sarto † (15 giugno 1893 - 4 agosto 1903 eletto papa con il nome di Pio X)
- Aristide Cavallari † (13 marzo 1904 - 24 novembre 1914 deceduto)
- Pietro La Fontaine † (5 marzo 1915 - 9 luglio 1935 deceduto)
- Adeodato Piazza, O.C.D. † (16 dicembre 1935 - 1º ottobre 1948 nominato segretario della Congregazione Concistoriale)
- Carlo Agostini † (5 febbraio 1949 - 28 dicembre 1952 deceduto)
- Sant'Angelo Giuseppe Roncalli † (15 gennaio 1953 - 28 ottobre 1958 eletto papa con il nome di Giovanni XXIII)
- Giovanni Urbani † (11 novembre 1958 - 17 settembre 1969 deceduto)
- Beato Albino Luciani † (15 dicembre 1969 - 26 agosto 1978 eletto papa con il nome di Giovanni Paolo I)
- Marco Cé † (7 dicembre 1978 - 5 gennaio 2002 ritirato)
- Angelo Scola (5 gennaio 2002 - 28 giugno 2011 nominato arcivescovo di Milano)[24]
- Francesco Moraglia, dal 31 gennaio 2012

## Statistiche
Il patriarcato nel 2022 su una popolazione di 358.312 persone contava 304.740 battezzati, corrispondenti all'85,0% del totale.
| anno | popolazione | popolazione | popolazione | presbiteri | presbiteri | presbiteri | presbiteri                | diaconi | religiosi | religiosi | parrocchie |
| anno | battezzati  | totale      | %           | numero     | secolari   | regolari   | battezzati per presbitero | diaconi | uomini    | donne     | parrocchie |
| ---- | ----------- | ----------- | ----------- | ---------- | ---------- | ---------- | ------------------------- | ------- | --------- | --------- | ---------- |
| 1950 | 376.200     | 382.316     | 98,4        | 486        | 230        | 256        | 774                       |         | 666       | 2.875     | 74         |
| 1969 | 430.000     | 432.915     | 99,3        | 602        | 281        | 321        | 714                       |         | 351       | 1.680     | 121        |
| 1980 | 451.000     | 465.000     | 97,0        | 556        | 258        | 298        | 811                       |         | 428       | 1.450     | 126        |
| 1990 | 419.200     | 437.500     | 95,8        | 504        | 241        | 263        | 831                       | 12      | 373       | 1.323     | 128        |
| 2000 | 368.157     | 373.560     | 98,6        | 394        | 225        | 169        | 934                       | 29      | 239       | 879       | 128        |
| 2001 | 366.292     | 371.870     | 98,5        | 392        | 216        | 176        | 934                       | 25      | 247       | 819       | 128        |
| 2002 | 365.030     | 370.558     | 98,5        | 390        | 214        | 176        | 935                       | 23      | 239       | 790       | 128        |
| 2003 | 362.814     | 368.339     | 98,5        | 394        | 219        | 175        | 920                       | 23      | 233       | 763       | 128        |
| 2004 | 365.332     | 370.895     | 98,5        | 392        | 226        | 166        | 931                       | 31      | 227       | 736       | 128        |
| 2011 | 349.163     | 376.659     | 92,7        | 393        | 236        | 157        | 888                       | 27      | 224       | 558       | 128        |
| 2012 | 348.922     | 376.399     | 92,7        | 392        | 233        | 159        | 890                       | 27      | 228       | 539       | 128        |
| 2015 | 327.000     | 384.469     | 85,1        | 313        | 173        | 140        | 1.044                     | 33      | 223       | 462       | 128        |
| 2016 | 313.477     | 368.551     | 85,1        | 306        | 170        | 136        | 1.024                     | 29      | 197       | 419       | 129        |
| 2018 | 311.855     | 366.676     | 85,0        | 301        | 167        | 134        | 1.036                     | 31      | 201       | 398       | 127        |
| 2019 | 310.640     | 365.251     | 85,0        | 299        | 167        | 132        | 1.039                     | 30      | 219       | 368       | 125        |
| 2020 | 309.900     | 364.382     | 85,0        | 272        | 167        | 105        | 1.139                     | 39      | 181       | 360       | 125        |
| 2022 | 304.740     | 358.312     | 85,0        | 266        | 160        | 106        | 1.145                     | 27      | 179       | 319       | 125        |

## Culto

### Feste religiose particolari
- Festa di San Marco - santo patrono celebrato il 25 aprile;
- Sensa - pellegrinaggio cittadino alla chiesa di San Nicolò del Lido il giorno dell'Ascensione;
- Festa della Madonna di Marina, pellegrinaggio a Malamocco (antica sede vescovile) nella seconda domenica di luglio.
- Festa del Redentore - pellegrinaggio cittadino alla basilica del Santissimo Redentore nella terza domenica di luglio;
- Festa della Madonna della Salute - pellegrinaggio cittadino alla basilica di Santa Maria della Salute il 21 novembre;
- Festa di San Rocco - compatrono della città celebrato il 16 agosto;
- Festa del Corpus Domini - con processione cittadina, seconda settimana dopo pentecoste;
- Festa quinquennale della Madonna dell'Angelo - a Caorle la settimana che comprende l'8 settembre (successiva nel 2020).

### Santi e reliquie
Per la sua lunga e particolare storia, la Chiesa veneziana conserva un gran numero di reliquie e corpi di santi.
- il corpo di san Marco evangelista, conservato presso la basilica di San Marco;
- il corpo di san Gerardo Sagredo, vescovo e martire, conservato presso la basilica dei Santi Maria e Donato a Murano;
- il corpo di san Donato di Eurea, conservato presso la basilica dei Santi Maria e Donato a Murano;
- il corpo di san Giovanni elemosiniere, conservate presso la chiesa di San Giovanni in Bragora;
- il corpo di san Lorenzo Giustiniani, conservato presso la basilica di San Pietro di Castello;
- il corpo di san Rocco, conservato nella chiesa omonima;
- il corpo di san Tarasio, conservato presso la chiesa di San Zaccaria;
- il corpo di san Zaccaria, conservato presso la chiesa di San Zaccaria;
- il corpo di sant'Isidoro di Chio, conservato in una cappella della basilica di San Marco;
- il corpo di santa Fosca, conservato presso la chiesa di Santa Fosca di Torcello;
- il corpo di santa Lucia, conservato presso la chiesa di San Geremia;
- il corpo di santo Stefano protomartire, conservato nella chiesa omonima;
- il corpo di san Magno, vescovo di Oderzo e di Eraclea, conservato nella chiesa parrocchiale di Santa Maria Concetta di Eraclea;
- il corpo di sant'Elena imperatrice, madre di Costantino, conservato nella chiesa parrocchiale di Sant'Elena Imperatrice a Venezia;
- il corpo del beato Pietro Acotanto, conservato nella chiesa dei Santi Gervasio e Protasio (San Trovaso) a Venezia;
- il cranio di santo Stefano protomartire, conservato presso il duomo di Santo Stefano di Caorle;
- il cranio di santa Cecilia, conservato presso la basilica di Santa Maria Assunta a Torcello;
- un braccio di San Giacomo[25], conservato presso la chiesa di San Giacometo in Rialto;
- un braccio di Santa Margherita di Antiochia, conservato presso il Duomo di Caorle
- le ossa femorali di San Gilberto di Sempringham, conservate presso il Duomo di Caorle
- reliquie di san Nicola di Myra, conservate presso la chiesa di San Nicolò del Lido;
- reliquie di san Giovanni Battista, conservate presso la chiesa di San Giovanni in Bragora;
- reliquie di sant'Atanasio di Alessandria, il cui corpo fu sino al 1950 conservato presso la chiesa di San Zaccaria;
- reliquie di santa Barbara, conservate presso la chiesa di San Martino di Burano;
- reliquie di san Trifone, conservate presso la chiesa di San Felice a Venezia;
- l'icona della Madonna Nicopeia, conservata presso la basilica di San Marco.
- reliquie dell'ulna di sant'Antonio di Padova, oltre a quelle di san Girolamo Emiliani (fondatore dell'ordine dei Chierici regolari di Somasca), di san Pio X, di Santa Cristina, le vesti papali di Albino Luciani, e la venerata icona bizantina della Madonna Mesopanditissa, conservate presso la Basilica di Santa Maria della Salute a Venezia.